# Ostra ruchowa neuropatia aksonalna
Ostra ruchowa neuropatia aksonalna (ang. acute motor axonal neuropathy AMAN) –  forma aksonalna zespołu Guillaina-Barrego.
Charakteryzuje ją czysty zespół ruchowy, wywołany przez uszkodzenie aksonu podłożu immunologicznym.
Naciek zapalny utworzony głównie z limfocytów jest mierny. Złogi immunoglobulin i aktywację dopełniacza obserwuje się na poziomie aksonu. Makrofagi wnikają przez błonę podstawną komórek Schwanna, przebijają osłonkę mielinową i penetrują przestrzeń periaksonalną. Zjawiska te prowadzą do uszkodzenia aksonu.